# Поповкино (Грязовецкий район)
Поповкино — деревня в Грязовецком районе Вологодской области.
Входит в состав Ростиловского муниципального образования, с точки зрения административно-территориального деления — в Ростиловский сельсовет.
Расстояние по автодороге до районного центра Грязовца — 24 км, до центра муниципального образования Ростилово — 17 км. Ближайшие населённые пункты — Осомово, Шабаново, Початково.
По переписи 2002 года население — 1 человек.